# Tajoura
Tajoura (arabă تاجوراء) este un oraș din nord-vestul Libiei, aflat la 14 km est de Tripoli.